# Molinons
Molinons é uma comuna francesa na região administrativa de Borgonha-Franco-Condado, no departamento de Yonne. Estende-se por uma área de 12,07 km². Em 2010 a comuna tinha 283 habitantes (densidade: 23,4 hab./km²).